# Serie B 1977-1978 (pallacanestro maschile)
Il campionato di Serie B di pallacanestro maschile 1977-1978 è stato il quarto dall'ultima riforma dei campionati.
Le trentasei squadre sono divise in 6 gironi da sei: le prime quattro disputano la Poule promozione suddivisi in 3 gironi da 8 squadre, le ultime due la Poule B per la salvezza, insieme a squadre della Serie C.
Vengono promosse le prime due squadre di ogni girone.

## Classifiche stagione regolare

### Girone A
|  |    | Classifica finale 1977-1978 | Pt | G  | V | P | PtF | PtS |
|  | -- | --------------------------- | -- | -- | - | - | --- | --- |
|  | 1. | Vibac Alessandria           | 16 | 10 | 8 | 2 | 781 | 749 |
|  | 2. | Lovable Bergamo             | 16 | 10 | 8 | 2 | 758 | 659 |
|  | 3. | Teksid Torino               | 8  | 10 | 4 | 6 | 786 | 748 |
|  | 4. | Arvil Rho                   | 8  | 10 | 4 | 6 | 778 | 842 |
|  | 5. | Vicenzi Verona              | 8  | 10 | 4 | 6 | 813 | 801 |
|  | 6. | JuVi Cremona                | 4  | 10 | 2 | 8 | 679 | 796 |

### Girone B
|  |    | Classifica finale 1977-1978 | Pt | G  | V | P | PtF | PtS |
|  | -- | --------------------------- | -- | -- | - | - | --- | --- |
|  | 1. | Postalmobili Pordenone      | 16 | 10 | 8 | 2 |     |     |
|  | 2. | Ferroli Vicenza             | 12 | 10 | 6 | 4 |     |     |
|  | 3. | Petrarca Padova             | 12 | 10 | 6 | 4 |     |     |
|  | 4. | Virtus Imola                | 8  | 10 | 4 | 6 |     |     |
|  | 5. | Faram Treviso               | 8  | 10 | 4 | 6 |     |     |
|  | 6. | Italmonfalcone              | 4  | 10 | 2 | 8 |     |     |

### Girone C
|  |    | Classifica finale 1977-1978 | Pt | G  | V | P | PtF | PtS |
|  | -- | --------------------------- | -- | -- | - | - | --- | --- |
|  | 1. | Sarila Rimini               | 16 | 10 | 8 | 2 |     |     |
|  | 2. | Rodrigo Chieti              | 12 | 10 | 6 | 4 |     |     |
|  | 3. | Gis Roseto                  | 12 | 10 | 6 | 4 |     |     |
|  | 4. | Linea Erre Pesaro           | 10 | 10 | 5 | 5 |     |     |
|  | 5. | Febal Pesaro                | 8  | 10 | 4 | 6 |     |     |
|  | 6. | Lenco Osimo                 | 4  | 10 | 4 | 6 |     |     |

### Girone D
|  |    | Classifica finale 1977-1978 | Pt | G  | V | P  | PtF | PtS |
|  | -- | --------------------------- | -- | -- | - | -- | --- | --- |
|  | 1. | Pallacanestro Livorno       | 14 | 10 | 7 | 3  | 784 | 672 |
|  | 2. | Libertas Livorno            | 14 | 10 | 7 | 3  | 729 | 693 |
|  | 3. | Amatori Carrara             | 12 | 10 | 6 | 4  |     |     |
|  | 4. | Olimpia Firenze             | 10 | 10 | 5 | 5  |     |     |
|  | 5. | FAM Galli Valdarno          | 10 | 10 | 5 | 5  |     |     |
|  | 6. | Libertas Oristanese         | 0  | 10 | 0 | 10 |     |     |

### Girone E
|  |    | Classifica finale 1977-1978 | Pt | G  | V | P  | PtF | PtS |
|  | -- | --------------------------- | -- | -- | - | -- | --- | --- |
|  | 1. | Bancoroma                   | 18 | 10 | 9 | 1  |     |     |
|  | 2. | Algida Roma                 | 12 | 10 | 6 | 4  |     |     |
|  | 3. | Eldorado Roma               | 10 | 10 | 5 | 5  |     |     |
|  | 4. | Sicma Sud Latina            | 10 | 10 | 5 | 5  |     |     |
|  | 5. | FF AA Roma                  | 10 | 10 | 5 | 5  |     |     |
|  | 6. | CRB Roma                    | 0  | 10 | 0 | 10 |     |     |

### Girone F
|  |    | Classifica finale 1977-1978 | Pt | G  | V | P | PtF | PtS |
|  | -- | --------------------------- | -- | -- | - | - | --- | --- |
|  | 1. | Juventus Caserta            | 18 | 10 | 9 | 1 | 957 | 696 |
|  | 2. | Pallacanestro Brindisi      | 16 | 10 | 8 | 2 | 892 | 776 |
|  | 3. | Viola Reggio Calabria       | 10 | 10 | 5 | 5 | 822 | 866 |
|  | 4. | Amaro Harrys Messina        | 8  | 10 | 4 | 6 | 813 | 877 |
|  | 5. | Virtus Ragusa               | 4  | 10 | 2 | 8 | 734 | 881 |
|  | 6. | Sporting Torre del Greco    | 4  | 10 | 2 | 8 | 773 | 895 |

## Classifiche Poule Promozione A/2

### Girone A
|  |    | Classifica finale 1977-1978 | Pt | G  | V  | P  | PtF  | PtS  |
|  | -- | --------------------------- | -- | -- | -- | -- | ---- | ---- |
|  | 1. | Postalmobili Pordenone      | 24 | 14 | 12 | 2  | 1146 | 1025 |
|  | 2. | Superga Alessandria         | 22 | 14 | 11 | 3  | 1157 | 1065 |
|  | 3. | Virtus Imola                | 18 | 14 | 9  | 5  | 1155 | 1118 |
|  | 4. | Lovable Bergamo             | 14 | 14 | 7  | 7  | 1061 | 984  |
|  | 5. | Ferroli Vicenza             | 12 | 14 | 6  | 8  | 1133 | 1170 |
|  | 6. | Petrarca Padova             | 12 | 14 | 6  | 8  | 1045 | 1054 |
|  | 7. | Teksid Torino               | 6  | 14 | 3  | 11 | 1075 | 1124 |
|  | 8. | Arvil Rho                   | 4  | 14 | 2  | 12 | 1130 | 1362 |

#### Risultati
| Risultati              | POR    | ALE    | IMO   | BER   | VIC   | PAD   | TOR   | RHO    |
| ---------------------- | ------ | ------ | ----- | ----- | ----- | ----- | ----- | ------ |
| Postalmobili Pordenone |        | 94-77  | 91-85 | 59-58 | 84-83 | 73-57 | 83-63 | 94-79  |
| Superga Alessandria    | 81-75  |        | 88-73 | 67-59 | 77-84 | 60-57 | 90-69 | 108-86 |
| Virtus Imola           | 78-82  | 86-81  |       | 94-90 | 71-62 | 69-67 | 73-70 | 116-79 |
| Lovable Bergamo        | 65-77  | 67-71  | 84-71 |       | 89-76 | 86-67 | 68-64 | 97-81  |
| Ferroli Vicenza        | 65-79  | 86-101 | 90-93 | 64-63 |       | 90-80 | 76-78 | 93-86  |
| Petrarca Padova        | 81-67  | 68-74  | 70-75 | 57-75 | 87-85 |       | 95-87 | 105-61 |
| Teksid Torino          | 70-78  | 73-78  | 89-83 | 78-77 | 86-80 | 70-66 |       | 98-93  |
| Arvil Rho              | 83-110 | 87-104 | 75-88 | 58-83 | 96-99 | 82-87 | 84-80 |        |

### Girone B
|  |    | Classifica finale 1977-1978 | Pt | G  | V  | P  | PtF  | PtS  |
|  | -- | --------------------------- | -- | -- | -- | -- | ---- | ---- |
|  | 1. | Sarila Rimini               | 20 | 14 | 10 | 4  | 1149 | 1082 |
|  | 2. | Rodrigo Chieti              | 18 | 14 | 9  | 5  | 1187 | 1083 |
|  | 3. | Pallacanestro Livorno       | 18 | 14 | 9  | 5  | 1067 | 1005 |
|  | 4. | LineaErre Pesaro            | 14 | 14 | 8  | 6  | 1109 | 1108 |
|  | 5. | Olimpia Firenze             | 12 | 14 | 7  | 7  | 1029 | 1042 |
|  | 6. | Libertas Livorno            | 10 | 14 | 5  | 9  | 1114 | 1148 |
|  | 7. | Amatori Carrara             | 10 | 14 | 5  | 9  | 1103 | 1182 |
|  | 8. | Gis Roseto                  | 6  | 14 | 3  | 11 | 1012 | 1120 |

#### Risultati
| Risultati             | RIM   | CHI   | PLiv  | PES   | FIR   | LLiv  | CAR    | ROS    |
| --------------------- | ----- | ----- | ----- | ----- | ----- | ----- | ------ | ------ |
| Sarila Rimini         |       | 87-81 | 88-79 | 83-90 | 69-62 | 73-64 | 87-80  | 98-81  |
| Rodrigo Chieti        | 77-82 |       | 89-83 | 87-71 | 85-67 | 91-77 | 106-75 | 100-77 |
| Pallacanestro Livorno | 81-73 | 88-82 |       | 71-65 | 75-68 | 86-80 | 89-80  | 109-76 |
| LineaErre Pesaro      | 86-97 | 76-83 | 76-73 |       | 90-78 | 90-72 | 84-69  | 89-82  |
| Olimpia Firenze       | 49-62 | 82-77 | 72-71 | 85-80 |       | 66-77 | 98-75  | 78-72  |
| Libertas Livorno      | 96-83 | 88-98 | 68-76 | 67-71 | 84-93 |       | 102-94 | 88-77  |
| Amatori Carrara       | 81-85 | 56-61 | 88-84 | 73-72 | 63-64 | 73-69 |        | 109-90 |
| Gis Roseto            | 75-72 | 74-70 | 0-2   | 78-69 | 62-67 | 77-82 | 91-87  |        |

#### Spareggio Promozione
| Roma 24 aprile 1978 | Rodrigo Chieti | 85 – 80 | Pallacanestro Livorno |  |

### Girone C

#### Classifica
|  |    | Classifica finale 1977-1978 | Pt | G  | V  | P  | PtF  | PtS  |
|  | -- | --------------------------- | -- | -- | -- | -- | ---- | ---- |
|  | 1. | Juventus Caserta            | 24 | 14 | 12 | 2  | 1257 | 1062 |
|  | 2. | Banco Roma                  | 24 | 14 | 12 | 2  | 1165 | 915  |
|  | 3. | Pallacanestro Brindisi      | 22 | 14 | 11 | 3  | 1137 | 963  |
|  | 4. | Algida Roma                 | 18 | 14 | 9  | 5  | 1174 | 1127 |
|  | 5. | Eldorado Roma               | 8  | 14 | 4  | 10 | 1008 | 1121 |
|  | 6. | Viola Reggio Calabria       | 6  | 14 | 3  | 11 | 1094 | 1256 |
|  | 7. | Sicma Sud Latina            | 6  | 14 | 3  | 11 | 973  | 1093 |
|  | 8. | Amaro Harrys Messina        | 4  | 14 | 2  | 12 | 977  | 1248 |

#### Risultati
| Risultati             | BRI   | VROM   | REG    | CAS    | LAT   | AROM    | VNROM  | MES    |
| --------------------- | ----- | ------ | ------ | ------ | ----- | ------- | ------ | ------ |
| Libertas Brindisi     |       | 62-64  | 111-71 | 92-83  | 78-48 | 89-72   | 86-67  | 115-63 |
| Banco Roma            | 80-65 |        | 89-54  | 88-90  | 83-56 | 89-77   | 89-78  | 90-45  |
| Viola Reggio Calabria | 74-77 | 63-101 |        | 96-113 | 84-79 | 115-123 | 77-84  | 98-70  |
| Juve Caserta          | 79-60 | 81-71  | 98-69  |        | 77-64 | 74-77   | 115-75 | 109-92 |
| Sicma Sud Latina      | 64-76 | 58-71  | 78-77  | 62-78  |       | 60-63   | 81-71  | 91-69  |
| Algida Roma           | 73-76 | 65-84  | 97-83  | 79-94  | 95-72 |         | 81-72  | 90-62  |
| Eldorado Roma         | 52-69 | 56-81  | 68-70  | 79-80  | 77-73 | 74-84   |        | 76-58  |
| Amaro Harrys Messina  | 73-81 | 65-85  | 68-63  | 58-86  | 94-87 | 83-98   | 77-79  |        |

## Verdetti
- Promosse in Serie A2:
  - Juventus Caserta
Formazione: Di Lella, Cioffi, Donadoni I, Donadoni II, Simeoli, Fucile, Gambardella, Talamas, Tartaglione, Padua. Allenatore: Gavagnin
  - Banco Roma
Formazione: Selvaggi, Zagni, Soldini, Bastianoni, Rovacchi, Santoro, Danzi, Di Maio, Castellano, Marcacci. Allenatore: Paratore
  - Rodrigo Chieti
Formazione: Pizzirani, Marzoli, Di Masso, D'Ottavio, Odorisio, Dindelli, Campanaro, Lugli, Barbazza, Incurvati. Allenatore: Marzoli
  - Sarila Rimini
  - Postalmobili Pordenone
  - Superga Alessandria
Formazione: Barbieri, Del Sarto, Gobbo, Dordei, Cima, Florio, Valentinetti, Virili, Caluri, Kunderfranco. Allenatore: Mangano.